# Simon LeVay
Simon LeVay (Oxford, 28 agosto 1943) è un neuroscienziato britannico naturalizzato statunitense noto per i propri studî sull'orientamento sessuale.
Apertamente omosessuale, le sue principali pubblicazioni sono state The sexual brain (1993) e Gay, Straight and the reason why (nell'edizione italiana Gay si nasce?).

## Opere
- LeVay S (1993). The Sexual Brain. Cambridge: MIT Press. ISBN 0-262-62093-6
- LeVay S, Nonas E (1995). City of Friends: A Portrait of the Gay and Lesbian Community in America. Cambridge: MIT Press. ISBN 0-262-12194-8
- LeVay S (1996). Queer Science: The Use and Abuse of Research into Homosexuality.  Cambridge: MIT Press. ISBN 0-262-12199-9
- LeVay S (1997). Albrick's Gold. London: Headline Book Publishing. ISBN 0-7472-7687-0
- Sieh K, LeVay, S (1998). The Earth in Turmoil: Earthquakes, Volcanoes, and Their Impact on Humankind. New York: W.H. Freeman. ISBN 0-7167-3151-7
- Koerner, D, LeVay, S (2000). Here Be Dragons: The Scientific Quest for Extraterrestrial Life. Oxford: Oxford University Press. ISBN 0-19-512852-4
- Freed, C, LeVay, S (2002). Healing the Brain: A Doctor's Controversial Quest for a Cell Therapy to Cure Parkinson's Disease. New York: Times Books. ISBN 0-8050-7091-5
- LeVay S, (2008). When Science Goes Wrong, Plume. ISBN 0-452-28932-7
- LeVay S, Baldwin J (Fourth ed., 2012). Human Sexuality. Sunderland: Sinauer Associates. ISBN 0-87893-570-3
- LeVay S, Baldwin J, Baldwin J (Second ed., 2012). Discovering Human Sexuality. Sunderland: Sinauer Associates. ISBN 978-0-87893-421-8
- LeVay S, (2011). Gay, Straight, and the Reason Why: The Science of Sexual Orientation. New York: Oxford University Press. ISBN 0-19-973767-3
- LeVay S, (2013). The Donation of Constantine: A Novel. Los Angeles: Lambourn Books. ISBN 978-1470132156